# Organothalliumchemie
In de organothalliumchemie worden verbindingen bestudeerd waarin een directe binding tussen koolstof en het metaal thallium optreedt. De organothalliumchemie vormt daarmee een subdiscipline van de organometaalchemie.
Thallium staat in dezelfde groep van het periodiek systeem als boor, aluminium, gallium en indium (de boorgroep). Vooral met gallium zijn de chemische overeenkomsten groot. Echter, net zoals indium kan ook thallium het oxidatiegetal +I bezitten (naast het courante +III). Een voorbeeld van een verbinding waarin Tl+ een rol speelt is het metalloceen cyclopentadienylthallium(I).
Een bijzondere thalliumreactie vormt de elektrofiele aromatische substitutie met thallium(III)trifluoracetaat. Het intermediaire arylthalliumbisfluoracetaat kan geïsoleerd worden en omgezet in een arylhalogenide, arylcyanide, arylthiol of nitroaromaat. Een voorbeeld van zo'n reactie is de koppeling van jood aan p-xyleen:

## Navigatie
Navigatie Koolstof-elementbinding